# 方贵妃
方贵妃（10世纪—1022年），宋太宗的妃嫔。生皇九女荆国大长公主（献穆帝姬）。
宋太宗生前，方氏只是新安郡君，并在988年生下女儿。天禧二年（1018年）九月，新皇帝宋真宗尊封她为四品美人。乾兴元年四月进封三品婕妤，五月，方婕妤就去世。
天圣三年五月，追赠正二品昭媛嫔，明道二年十二月再追赠太仪嫔，庆历二年三月追赠淑妃，四年九月追赠贵妃。